# Retzneibach
Der Retzneibach, am Unterlauf auch Aflenzbach, am Oberlauf auch Weißenbach (Weissenbach), ist ein rechter Nebenbach der Mur in den Windischen Büheln.
Der Bach entspringt am Westhang des Kranachbergs (496 m ü. A.) auf etwa 420 m, im Gemeindegebiet von Gamlitz. Der nordostwärts gehende Oberlauf und das Weissenbachtal gehört dann teils zu Gamlitz, Ortschaft Kranach, teils zu Heimschuh, Ortschaft Unterfahrenbach mit der Steusiedlung Sauberg links am Riedel. Dann erreicht der Bach, sich ostwärts wendend, Oberlupitscheni, das zur Stadt Leibnitz gehört. Nördlich liegt hier der Riedel des Edlmannskogel (383 m ü. A.), südlich der von Labitschberg und Brennerstock. Der Bach passiert Aflenz, das an und für sich an der Sulm liegt, sich aber am Aflenzer Kogel (346 m ü. A.) über eine Einsattelung auch an den Retzneibach erstreckt, und Ober- von Unterlupitscheni trennt. Aflenz gehört zur Gemeinde Wagna, Unterlupitscheni schon zu  Ehrenhausen an der Weinstraße. Lupitscheni ist der alte Raumname der Talung (Weinbaugebiet). Dabei ist hier auch der Name Aflenzbach in Verwendung, der auch den etwa 1,2 km langen Bachlauf links von Rettenbach westlich am Aflenzer Kogel vorbei mitbezeichnet.
Südostwärts erreicht der Bach das Dorf Retznei und tritt in die Murebene. Nördlich des Ortes liegt hier die Verlängerung des Aflenzerkogels als Hügelsporn zwischen Retznei und Sulm, der Rosenberg, ein alter Standort eines Wehrturms und heute Kalksteinbruch.
Ab dem Zementwerk Retznei (Lafarge Perlmooser) folgt die Retzneistraße (L672) dem Bach, der nach knapp 12 Kilometer Lauf bei Ehrenhausen in die Mur mündet.
2014 wurde am Bach, der als Wildbach eingestuft ist, ein Hochwasserrückhaltebecken mit einem Retentionsvolumen von 180.000 m³ errichtet. Der gut 9 m hohe Erddamm  (Lage) hat eine Dammkronenlänge von 95 m.